# Tanysaccus humilis
Tanysaccus humilis is een vlinder uit de familie van de witvlekmotten (Incurvariidae). De wetenschappelijke naam van de soort is voor het eerst geldig gepubliceerd in 1888 door Walsingham.